# جنان (مسلسل)
جنان (بالتركية: Canan)؛ هو مسلسل تلفزيوني تركي لعام 2011.

## القصة
يتحدث عن شابة يتيمة تعيش مع عائلة غنية، تتعرض للاغتصاب، وبعد مدة تكتشف أنها حامل، فتطردها تلك العائلة من المنزل فتذهب خارج البلد، وبعد سنوات تعود إلى تلك المدينة بعد أن أصبحت امرأة غنية، لتنتقم من الشخص الذي اغتصبها، وتبحث عن ابنتها، فتدخل دوامة من استرجاع ذكريات ماضيها البشعة، مما يزيد من الحقد في قلبها، لهيب من الحقد الكافي لحرق العائلة التي طردتها والشخص الذي اغتصبها.